# Escola Superior de Tecnologia e Gestão do Instituto Politécnico do Porto
A Escola Superior de Tecnologia e Gestão (ESTG) é uma unidade orgânica do Instituto Politécnico do Porto localizada em Felgueiras.

## O Edifício
O edíficio onde a escola funciona, que é também conhecido por Casa do Curral, pertenceu à Câmara Municipal de Felgueiras, sendo atualmente propriedade do Instituto Politécnico do Porto. Este edifício fez parte do enredo de "A Morgadinha dos Canaviais" do escritor Júlio Dinis. A Casa do Curral que em 1999 estava em estado de ruína, foi totalmente reabilitada e revitalizada no ano de 2003 por projecto da autoria do arquitecto português Filipe Oliveira Dias.
A ESTG, criada no ano 1999, é a única instituição de ensino superior público na região do Tâmega e Sousa. Ao longo destes últimos 20 anos, muitos foram os marcos que ditaram a história da Escola, que contou com quatro direções e duas presidências. Inicialmente com 13 estudantes e uma licenciatura, a ESTG tem hoje 1500 estudantes e 21 cursos. A criação desta Escola decorreu de duas circunstâncias específicas. A primeira prendeu-se com a existência de um vazio de ensino superior público na região do Tâmega e Sousa e a segunda com a existência de um tecido empresarial de natureza complexa e diversificada, caracterizado pela existência de pequenas/médias unidades de produção, de dominância industrial e de expressão monosetorial.
A circunstância específica de cada organização, mutável no tempo devido à ocorrência ou ausência de diversos fatores, exigem transformações e adaptações que levaram o Politécnico do Porto, em 2015, a qualificar e concentrar, em cada uma das suas oito escolas, os principais clusters para o ensino e formação. Esta reestruturação determina ainda uma alteração na denominação da ESTG, até então designada Escola Superior de Tecnologia e Gestão de Felgueiras, e que passa a designar-se Escola Superior de Tecnologia e Gestão, refletindo a sua realidade. A ESTG tem sede em Felgueiras, mas é do Tâmega e Sousa, tendo também intervenção a nível nacional e internacional. Fica ainda claro o cluster de referência pretendido e assumido, a Tecnologia e Gestão.

## TomorroWlan

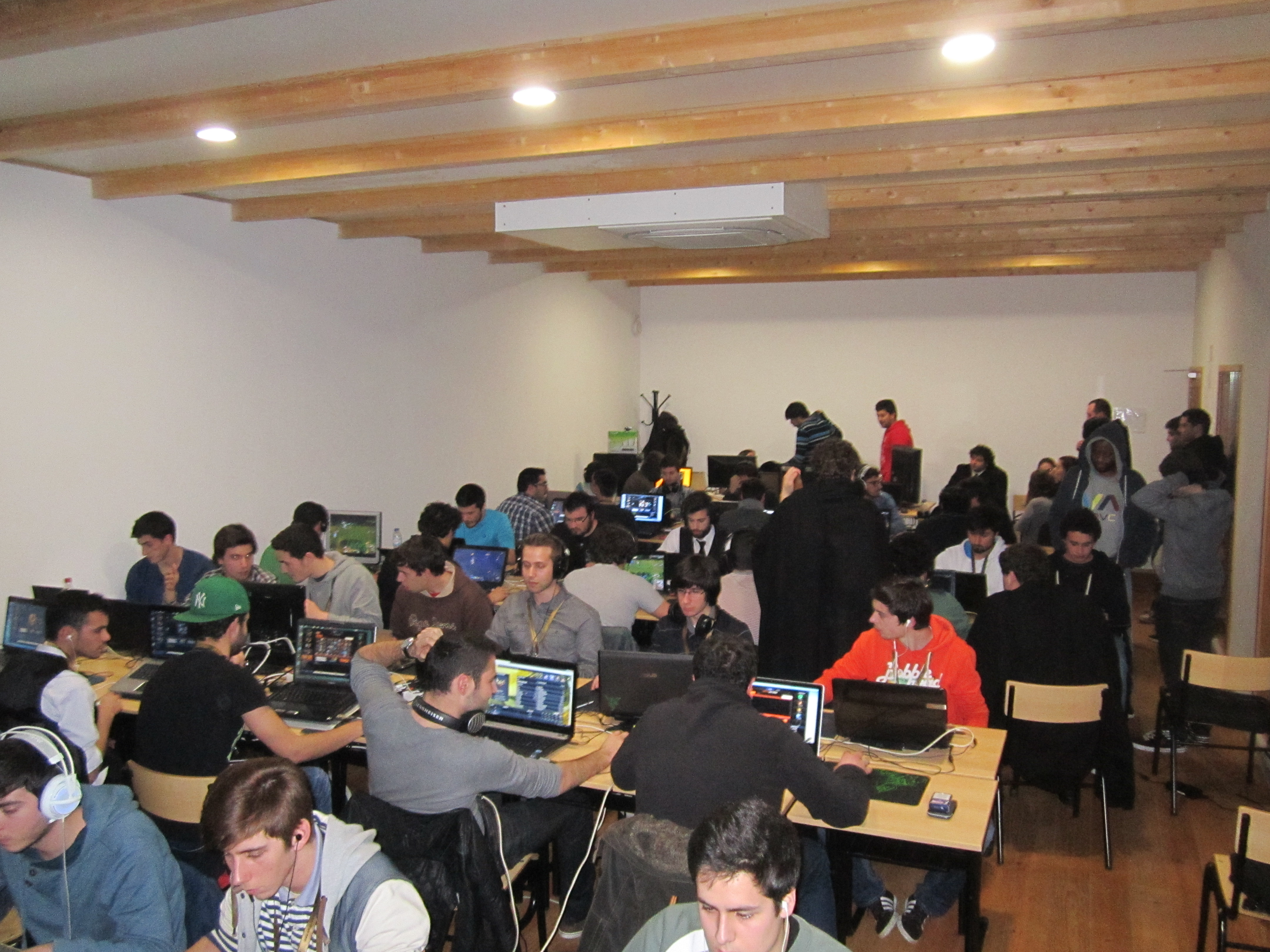
Imagem retirada do recinto da lan no dia da fase de grupos

A maior LAN de vídeo jogos organizada por alunos na escola, decorre no início de cada semestre e conta com a presença do corpo de jogadores da escola. Começou no Verão de 2013 com o nome de "ESTGF ESPORTS WEEK", num formato online com a presença de 6 equipas e actualmente é um evento em lan realizado ao longo de vários dias na escola, sendo o recorde actual registado em 40 inscrições individuais. No decorrer do ano lectivo 2013/2014 foi também realizada a primeira TomorroWlan Viewing Party. 

### TomorroWlan V.1 ESTGF | IPP
|                   | Gold                                           | Gold           | Silver                                          | Silver    | Bronze                                             | Bronze     |
|                   | Jogadores                                      | Equipa         | Jogadores                                       | Equipa    | Jogadores                                          | Equipa     |
| League of Legends | Xniper Kuz Hellsd Psycku M1guelovski Undermike | GodSlayers V.2 | Tareco Dunk blunt Sergaypoke caxinaswin Teo1990 | SpongeBob | Drast7 efused akoor cooizzo brow1994 xx rize 47 xx | Caril Team |

### TomorroWlan V.2 ESTGF | IPP
|                   | Gold                                                 | Gold              | Silver                                                     | Silver    | Bronze                                          | Bronze    |
|                   | Jogadores                                            | Equipa            | Jogadores                                                  | Equipa    | Jogadores                                       | Equipa    |
| League of Legends | Xniper m1guelovski inDyAno kuz hellsd kuz DRUGADDICT | We Are GodSlayers | cpccarvalho nynoextreme ShineOnÝou eFused AKOOR eLiTeTaKeR | Fatal5Way | Tareco Caxinaswin Dunk Blunt Sergaypoke Teo1990 | SpongeBoB |

## Arquitectura
O prédio da Escola é edificação habitacional do século XIX (1868), de carácter misto,  urbano e rural, que foi readaptada ao longo da sua história com tipologias de construção diversas, no que se refere à qualidade e materiais empregues. 
- O edifício tem planta quadrada de 24,5 metros de lado, com três pisos e um pátio que, sendo o centro, adquire uma grande importância na organização espacial.
- O pátio, apoiado pela forma de quadrado perfeito do edifício, foi resgatado para a nova estrutura espacial reordenando as suas proporções, de modo a reforçar a forma quadrangular, sublimada pela reorganização das águas do telhado e pela cobertura piramidal de vidro sobre o pátio. Foi deste modo gerada toda a proporção do espaço circulatório e de comunicações verticais da intervenção. O pátio sugere uma transparência entre pisos e pé-direito duplo, que é levada às últimas consequências com a “ideia-solução” de piso de vidro translúcido existente entre o nível 0 e o nível 1.
- O desordenamento espacial encontrado faz com que a sua estrutura, quer espacial quer estrutural, não fosse adequada nem pudesse ter sido totalmente recuperada para a nova função, sendo todavia possível a recuperação da estrutura vertical depois de reconsolidada. Para apoiar consequentemente esta reordenação espacial foi concebida uma estrutura metálica dialogante com a tradicional (perpianho de granito) e com a transparência do vidro, que  dinamizou e refrescou todo o interior do edifício, conferindo-lhe a contemporaneidade da intervenção e a solidez necessária a um uso público.
- Para um reordenamento mais rentável dos espaços, foi decidido manter os três pisos existentes, estabilizando as suas cotas e pé-direitos. A interligação destes foi garantida por circuitos de comunicação vertical (escadas e elevador) legíveis, bem como por sistemas pontuais, cumprindo as regulamentações contra as barreiras arquitectónicas. O considerável aumento de área reflecte-se essencialmente em área útil, rentabilizando de modo integrado o investimento nesta área da cidade numa opção de reabilitação de património existente sem necessidade de aumento da sua volumetria.